# Vouivria damparisensis
Vouivria damparisensis es la única especie conocida del género extinto Vouivria ) es un género extinto de dinosaurio saurópodo braquiosáurido, que vivó a finales del período Jurásico, hace aproximadamente entre 161 a 155 millones de años durante el Oxfordiense, en lo que es hoy Europa. sus fósiles se han encontrado en estratos del Jurásico Superior (Oxfordiense) de la Formación calcaires fins en la actual Francia. 

## Descripción

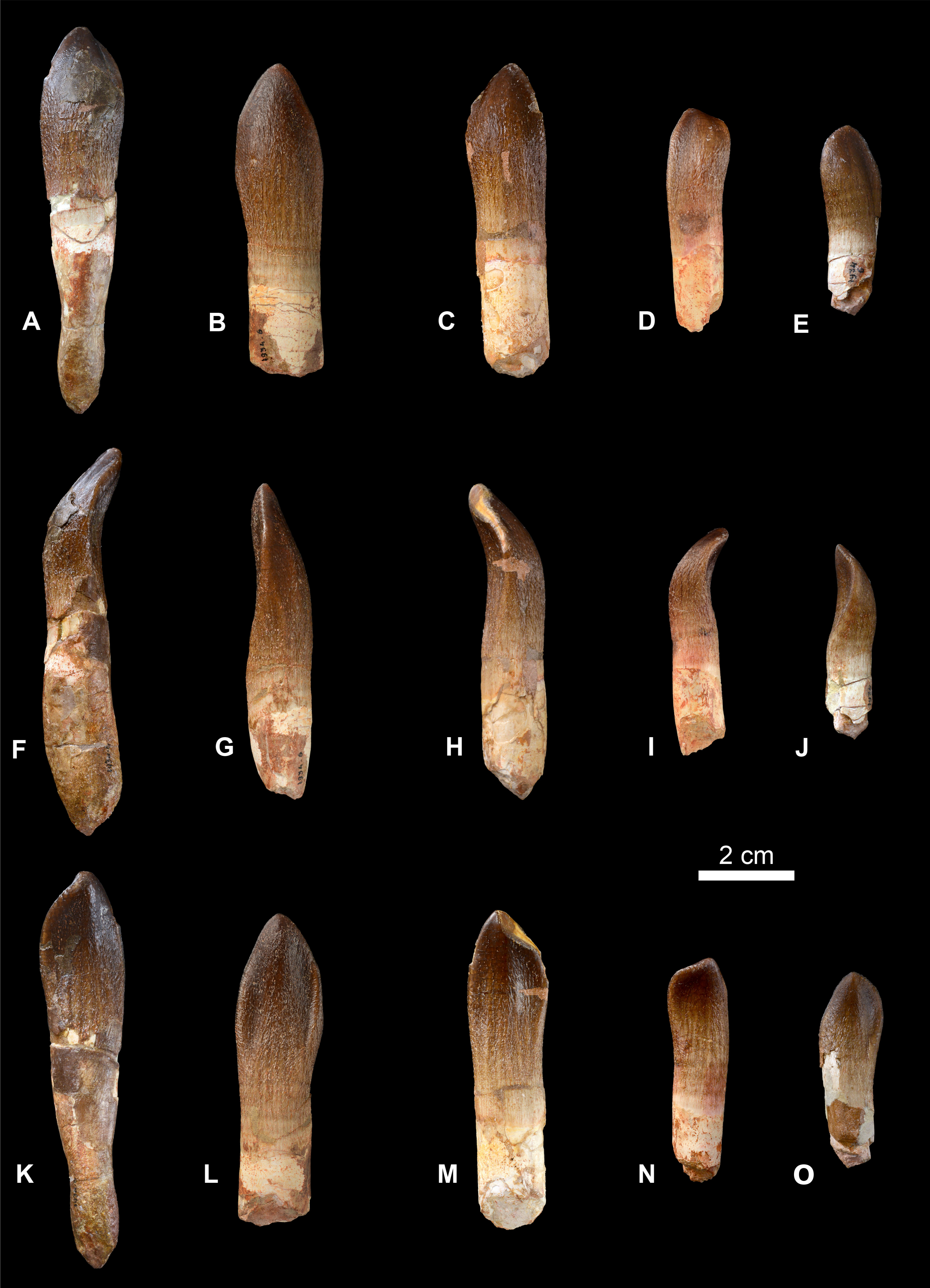
Dientes.

La longitud corporal de Vouivria se ha estimado en unos 15 metros, y su peso en unas quince toneladas. La longitud del fémur corresponde a unos 146 centímetros.

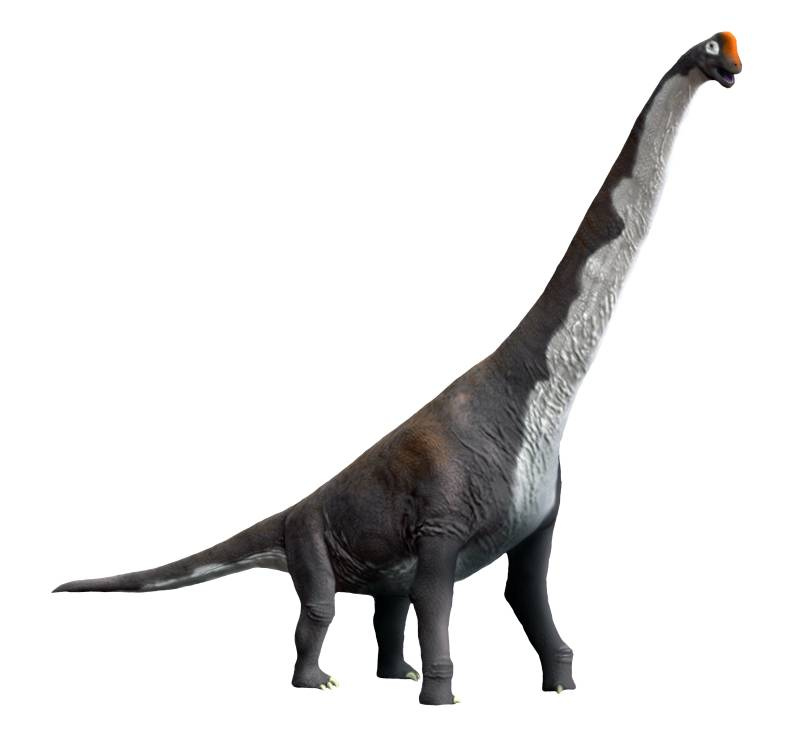
Reconstrucción artística.

Los autores de su descripción identificaron ciertas características distintivas, autapomorfias o rasgos único derivados. Cuatro de estas distinguen a Vouivria de todos los demás saurópodos conocidos. En las vértebras cervicales medias y posteriores, las láminas espinopostzigapofiseales, crestas que corren desde los procesos articulares posteriores hasta la espina neural, engrosándose hacia la parte superior de la espina. En el tercer metacarpo de la mano, la cresta que corre a lo largo de la esquina posterior interna del eje, al ser visto el hueso de forma vertical, se divide cerca de un cuarto de la longitud del eje midiendo desde la parte superior, y la rama externa toma la forma de una protuberancia. El cuarto metacarpo tiene un reborde a lo largo del tercio superior de la esquina posterior interna. Entre los cóndilos inferiores del fémur, hay dos crestas transversales, en el borde con la parte inferior del eje del hueso.
Además, se identificaron dos autapomorfías "locales" que distinguen a Vouvria de sus parientes más cercanos en la familia Brachiosauridae. En las vértebras frontales de la cola tanto la lámina centrodiapofisial anterior como la lámina centrodiapofisial posterior, las cuales son crestas que corren en la parte inferior frontal y posterior del proceso transversal hacia el cuerpo de la vértebra, están bien desarrollados. El húmero o hueso superior del brazo tiene una cresta deltopectoral, la cual sirve como punto de sujeción del músculo deltoides y el pectoral mayor, la cual dobla su anchura transversal al ir hacia abajo.

## Descubrimiento e investigación

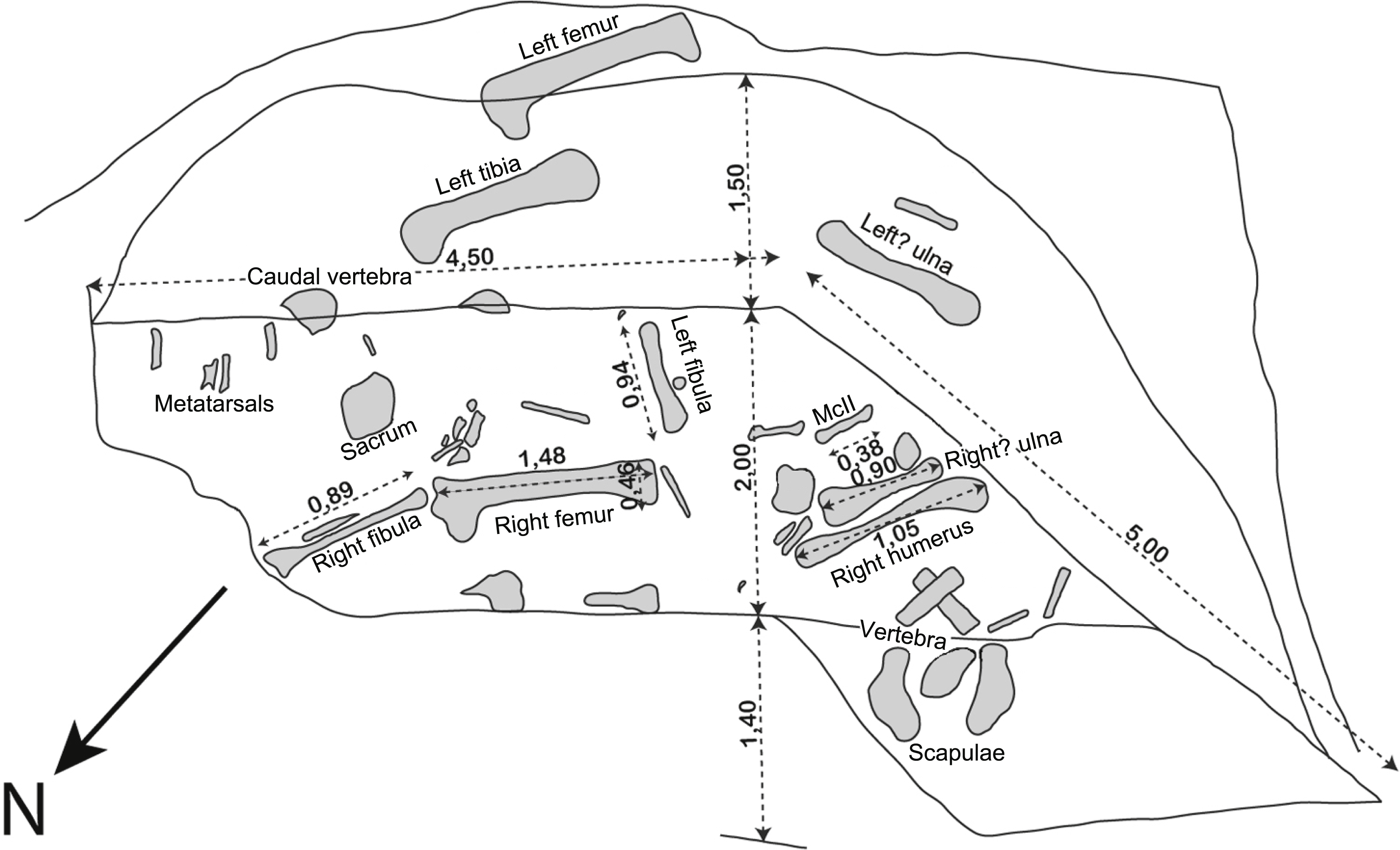
Plan original de excavación.

En 1926, la compañía Solvay comenzó a explotar una cantera de tiza en Belvoye, cerca de Damparis en Franche-Comté. En abril de 1934, los obreros notaron la presencia de grandes huesos fosilizados en la cara sureste de la cantera. Una escápula fue presentada al capataz Koehret, quien notificó a los ingenieros de la compañía, Verhas y Chardin. Ellos aconsejaron al director Étienne Haerens excavar de forma inmediata el lentejón de marga que contenía los restos. Se solicitó a los paleontólogos Jean Piveteau y Raymond Ciry que supervisaran esta empresa. La excavación inició en mayo y finalizó el 22 de junio de 1934. El mismo año, el barón Jean de Dorlodot publicó un artículo acerca del proceso de excavación, considerando que muchos de los huesos eran parte de un único esqueleto de saurópodo, transportado al mar por el flujo de un río.
La compañía donó los huesos al Muséum national d'histoire naturelle de París, en donde el preparador Pansard liberó parcialmente los restos de la matriz rocosa. En 1939, Albert-Félix de Lapparent comenzó a estudiarlos en detalle, beneficiándose de preparaciones adicionales realizadas por Pansard. En 1943, de Lapparent publicó una descripción en la que se refería a los huesos de saurópodo como Bothriospondylus madagascariensis, una especie basada en restos fragmentarios hallados en Madagascar. Siete dientes de terópodo hallados entre los huesos fueron asignados a Megalosaurus insignis.
En la década de 1980, se había desarrollado el consenso de que este esqueleto tenía poco que ver con Bothriospondylus madagascariensis. Fue conocido como el "Bothriospondylus francés" o el "saurópodo de Damparis". Al ser uno de los hallazgos de saurópodos más completos de Francia y tener una edad considerable, se estimó que era lo suficientemente importante como para ser nombrado como un taxón separado. En 2017, Philip D. Mannion, Ronan Allain y Olivier Moine nombraron y describieron a la especie tipo Vouivria damparisensis. El nombre del género es una latinización del francés la vouivre,  el cual a su vez deriva del latín vipera, "víbora", un dragón alado o wyvern de una leyenda local. El escritor francés Marcel Aymé dedicó en 1941 una conocida novela a este tema, La Vouivre, en la que la criatura adopta la forma de una bella mujer adornada con un enorme rubí. El nombre de la especie se refiere a su procedencia de Damparis. El artículo en que se nombró apareció en una publicación electrónica y por lo tanto se requirió de identificadores de Life Science para darle validez al nombre. Estos son B06BCF72-56A8-4DD6-BC27-CC0BA6D0092D para el género y CCAA960C-6A39-46A4-8AC9-70D8BA816647 para la especie.

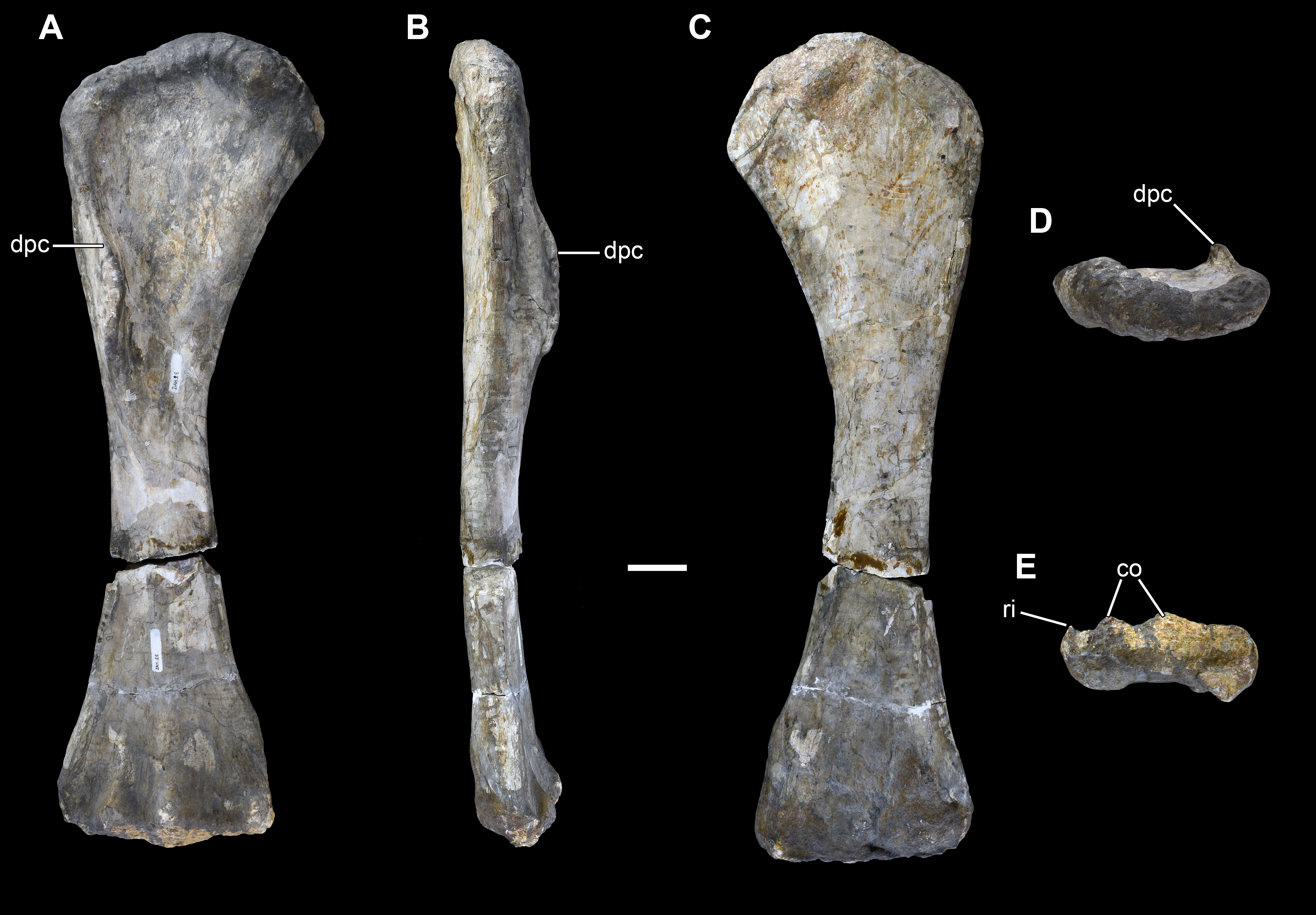
Húmero.

El holotipo, MNHN.F.1934.6 DAM 1-42, fue hallado en una capa de la formación Calcaires de Clerval, posiblemente en el miembro Tidalites de Mouchard el cual data de mediados a finales de la época del Oxfordiense. Su edad probablemente va de 163.5 a 157.3 millones de años. Consiste de un esqueleto parcial el cual carece de cráneo. Incluye cinco dientes, tres vértebras del cuello, dos vértebras dorsales, las primeras cuatro vértebras del sacro, una vértebra frontal de la cola, costillas, ambas escápulas, el coracoides derecho, el húmero derecho, ambos cúbitos, un carpo derecho, el primer, segundo y tercer metacarpos, las primeras falanges de los dedos primero al cuarto en la mano izquierda, dos posibles garras manuales, la pelvis izquierda, el isquion derecho, ambos fémures, ambas tibias, ambos peronés, un astrágalo izquierdo, el primer metatarso izquierdo y el primer, segundo y tercer metatarsos derechos. Los huesos fueron recuperados en un área de superficie  de alrededor de treinta metros cuadrados. Estos no estaban articulados, sino apenas situados en su posición natural. De este detalle se concluyó en 2017 que el animal había muerto in situ cerca de una laguna costera, mientras su peso formó un lentejón en la tiza blanda, y tras haber quedado expuesto durante varios años durante los cuales fue consumido por terópodos, quedó cubierto por una nueva capa de tiza la cual protegió a los huesos tras endurecerse.

## Clasificación
Ya en su momento de Lapparent consideró que el espécimen pertenecía a la familia de los braquiosáuridos. Esto fue confirmado por un análisis filogenético en 2017, mostrando que Vouivria es un miembro basal de este grupo, situándose por encima de Europasaurus y debajo de Brachiosaurus altithorax en el árbol evolutivo. De ser correcto, esto podría hacer a Vouivria el más antiguo braquiosáurido conocido y el miembro más antiguo de los Titanosauriformes.